# Petrus Andjamba
Petrus Andjamba (ur. 4 lipca 1973 w Windhuku) – były namibijski piłkarz grający podczas kariery na pozycji bramkarza.
W swojej karierze piłkarskiej był zawodnikiem klubów African Blizzards, United Africa Tigers i Nashua Young Ones Windhuk.

W latach 1996–1998 roku występował w reprezentacji Namibii i rozegrał w niej 6 meczów. W 1998 roku z tą reprezentacją wystąpił na Pucharze Narodów Afryki.